# LGV Perpignan–Figueres

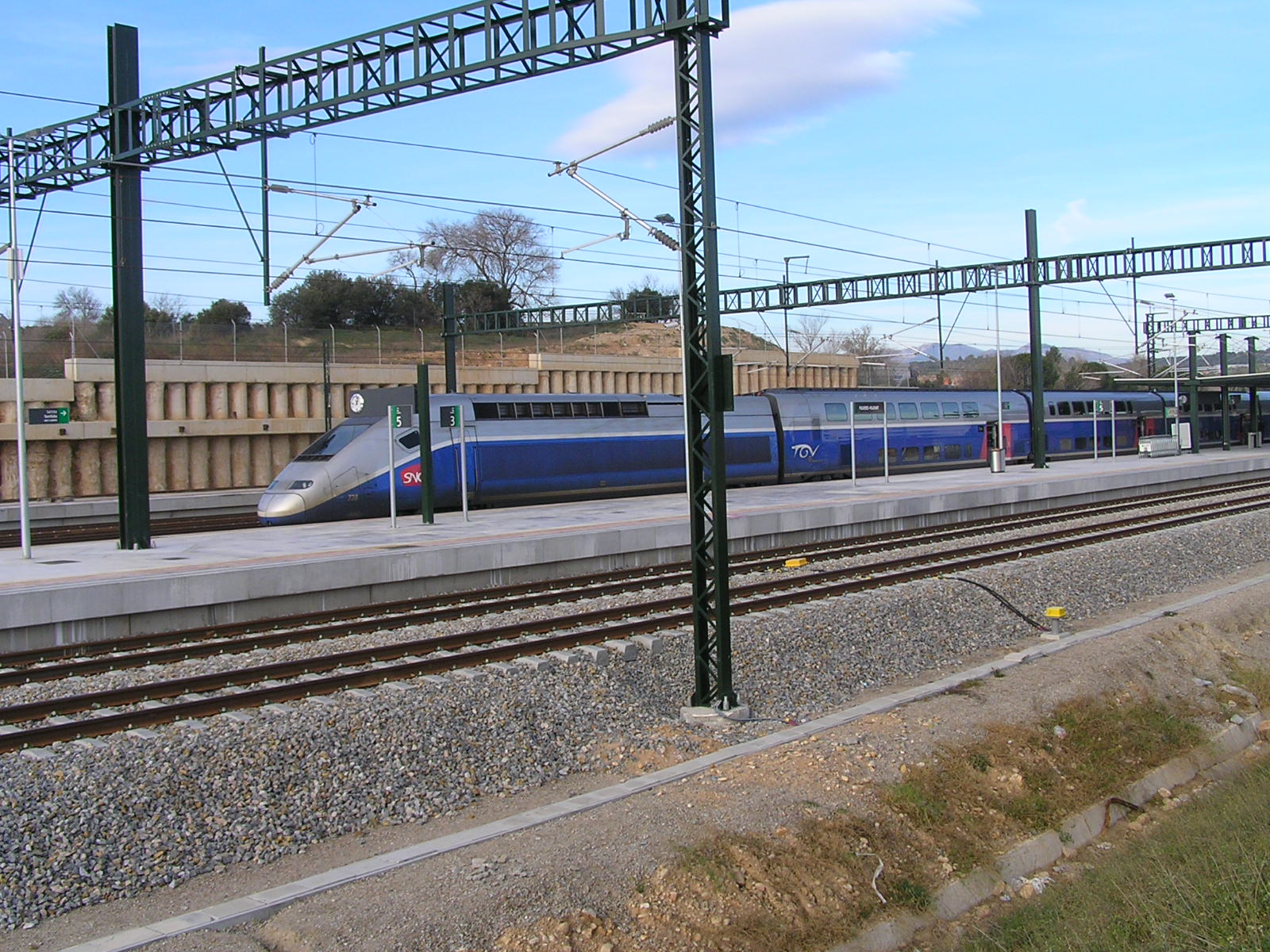
Az első TGV Duplex a vonalon

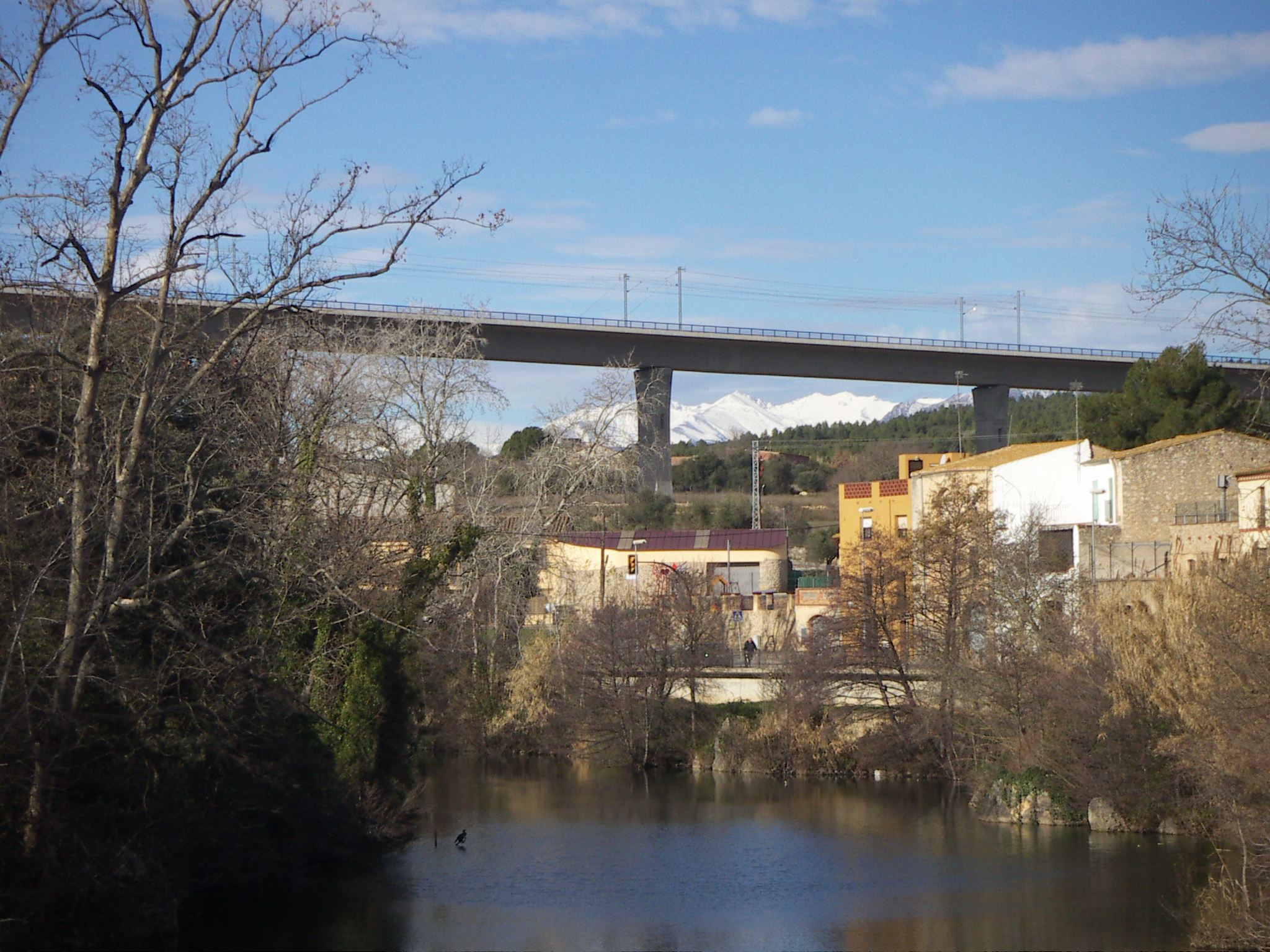
Viadukt a vonalon

Az LGV Perpignan–Figueres egy nemzetközi nagysebességű vasútvonal, mely 2010 óta Franciaországot köti össze Spanyolországgal. A 44,4 km hosszú kétvágányú, 25 kV 50 Hz-cel villamosított vasútvonal építését 2004. november 15-én kezdték a francia Perpignan és a spanyol Figueres települések között (innen származik elnevezése is), és 2009. február 17-én fejezték be, de a kiszolgáló egységek csak 2010 decemberére készültek el. A vonal legjelentősebb műtárgya a Col du Perthus alatt húzódó 8,3 km hosszú Perthus-alagút.
Várható költsége: 1100 millió euró volt, melyből 540 millió euróval az Európai Unió járult hozzá az építkezéshez.

## Műszaki adatok
A vonal normál nyomtávú, hiszen a francia TGV és a spanyol AVE nagysebességű hálózat egyaránt így épült. Mindkét hálózat 25kV-on, 50 Hz-en működik. A hagyományos vasúthálózatok nem kompatibilisek, hiszen a spanyolok széles nyomtávon üzemeltetik szerelvényeiket. Az elkészült LGV az első közös francia–spanyol határon is átívelő vasútvonal, melyen nincs szükség nyomtávváltásra.
Miután 2008-ra megépült a Madridot Barcelonával összekötő nagysebességű vasútvonal, valamint 2009-ben a Barcelonát Figueressel összekötő pálya, elméletileg lehetővé vált átszállás nélküli vasúti utazásra a két ország fővárosa között. A kapcsolatot Franciaországban a már meglévő nagysebességű hálózattal a tervezés alatt álló Montpellier–Perpignan-vonal fogja biztosítani.
A vasútvonalat a közös francia–spanyol konzorcium, a TP Ferro építette.

## Kihatásai a vasúti szállításra
Ha teljesen elkészülnek a vasútvonalhoz kapcsolódó további nagysebességű vonalak, javulni fog a két ország közötti közlekedést, hiszen a Párizs–Barcelona szakaszon mindössze 5 óra 35 perc lesz az utazási idő, míg a Madrid–Perpignan szakaszon 3 óra 50 perc. A 4 óránál rövidebb utazási idő komoly kihívást jelent a repülőgép-társaságoknak is.

## Fordítás
- Ez a szócikk részben vagy egészben  a   LGV Perpignan–Figueres című angol Wikipédia-szócikk ezen változatának fordításán alapul.  Az eredeti cikk szerkesztőit annak laptörténete sorolja fel. Ez a jelzés csupán a megfogalmazás eredetét és a szerzői jogokat jelzi, nem szolgál a cikkben szereplő információk forrásmegjelöléseként.